# Повоа де Варзим
Повоа де Варзим (порт. Póvoa de Varzim) је значајан град у Португалији, смештен у њеном северозападном делу. Град је важно насеље у саставу округа Порто, где чини једну од општина.
Повоа де Варзим је најпознатије приморско летовалиште северне Португалије. Развоју туризма доприноси и то што је град једно од ретких места у држави где се може законито коцкати.

## Географија
Град Повоа де Варзим се налази у северозападном делу Португалије. Од главног града Лисабона град је удаљен 350 километара северно, а од Портоа град 35 северно. 
Рељеф: Повоа де Варзим се на северу португалског приморја, у приобалном делу историјске области Мињо. Град се образовао дуж обале мора, која је овде равна и пешчана, те повољна з развој туризма.
Клима: Клима у Повои де Варзим је блага умерено континентална клима са значајним утицајем Атлантика и Голфске струје (велике количине падавина).
Воде: Повоа де Варзим лежи на на обали Атлантског океана. Обала је равна и песковита, па је изванредна за приморски туризам.

## Историја
Подручје Повое де Варзим насељено још у време праисторије. Све до почетка 19. века насеље је било неважно рибарско село, а затим је почео развој туризма, прво домаћег, а у 20. веку и међународног. То је и утицало да град у 20. веку забележи брз развој и раст становништва.
Град је добио градска права тек 1984. године.

## Становништво
По последњих проценама из 2011. г. општина Повоа де Варзим има око 67 хиљада становника, од чега око 38 хиљада живи на градском подручју. Општина је густо насељена.

## Партнерски градови
- Рио де Жанеиро
- Ешборн

## Познате личности
Бруно Алвес, португалски фудбалер

## Галерија
- Ривијера у Повои
- Трг у старом делу града
- Главна градска улица
- Градска кућа